# Jeździectwo na Letnich Igrzyskach Olimpijskich 1912 – skoki drużynowo
Drużynowy konkurs skoków przez przeszkody był jedną z pięciu konkurencji jeździeckich rozgrywanych podczas V Letnich Igrzysk Olimpijskich w Sztokholmie w 1912 roku. Zawody odbyły się 17 lipca. Zwyciężyła reprezentacja Szwecji.
W odróżnieniu od drużynowego wszechstronnego konkursu konia wierzchowego, drużynowe zawody w skokach przez przeszkody nie były zsumowaniem wyników jeźdźców w konkurencji indywidualnej, lecz osobno rozegraną konkurencją. Zawody odbyły się dzień po zawodach indywidualnych. Każda z reprezentacji mogła wystawić czterech zawodników. Każdy z nich mógł zdobyć 190 punktów. Wynik najsłabszego z jeźdźców nie był brany pod uwagę przy sumowaniu punktów w drużynie. Maksymalna liczba punktów do zdobycia przez reprezentację to 570.

## Wyniki
| Miejsce                                         | Reprezentacja        | Zawodnik i koń                            | Czas    | Zdobyte punkty | Razem |
| ----------------------------------------------- | -------------------- | ----------------------------------------- | ------- | -------------- | ----- |
|                                                 | Szwecja              | Gustaf Lewenhaupt na koniu Medusa         | 3:36    | 188            | 545   |
| Gustaf Kilman na koniu Gåtan                    | Szwecja              | 3:45                                      | 180     |                | 545   |
| Hans von Rosen na koniu Lord Iron               | Szwecja              | 3:51                                      | 177     |                | 545   |
| Fredrik Rosencrantz na koniu Drabant            | Szwecja              | 4:03                                      | 171     |                | 545   |
|                                                 | Francja              | Pierre Dufour d'Astafort na koniu Amazone | 3:37    | 185            | 538   |
| Jacques Cariou na koniu Mignon                  | Francja              | 3:38                                      | 182     |                | 538   |
| Bernard Meyer na koniu Allons-y                 | Francja              | 3:51                                      | 171     |                | 538   |
| Albert Seigner na koniu Cocotte                 | Francja              | 3:26                                      | 170     |                | 538   |
|                                                 | Cesarstwo Niemieckie | Sigismund Freyer na koniu Ultimus         | 3:22    | 181            | 530   |
| Wilhelm von Hohenau na koniu Pretty Girl        | Cesarstwo Niemieckie | 3:14                                      | 177     |                | 530   |
| Ernst Deloch na koniu Hubertus                  | Cesarstwo Niemieckie | 3:42                                      | 172     |                | 530   |
| Fryderyk Karol Hohenzollern na koniu Gibson Boy | Cesarstwo Niemieckie | 3:23                                      | 166     |                | 530   |
| 4.                                              | Stany Zjednoczone    | John Montgomery na koniu Deceive          | 3:31    | 180            | 527   |
| 4.                                              | Stany Zjednoczone    | Guy Henry na koniu Chiswell               | 3:42    | 174            | 527   |
| 4.                                              | Stany Zjednoczone    | Benjamin Lear na koniu Poppy              | 3:36    | 173            | 527   |
| 5.                                              | Rosja                | Aleksandr Rodzianko na koniu Eros         | 3:31    | 176            | 520   |
| 5.                                              | Rosja                | Michaił Pleszkow na koniu Yvette          | 3:39,60 | 172            | 520   |
| 5.                                              | Rosja                | Aleksiej Selichow na koniu Tugela         | 3:53    | 172            | 520   |
| 5.                                              | Rosja                | Dymitr Pawłowicz Romanow na koniu Unité   | 3:08,60 | 169            | 520   |
| 6.                                              | Belgia               | Emmanuel de Blommaert na koniu Clomore    | 3:30    | 188            | 510   |
| 6.                                              | Belgia               | Gaston de Trannoy na koniu Capricieux     | 3:44    | 162            | 510   |
| 6.                                              | Belgia               | Paul Convert na koniu La Sioute           | 3:50,40 | 160            | 510   |